# Борьба за инвеституру

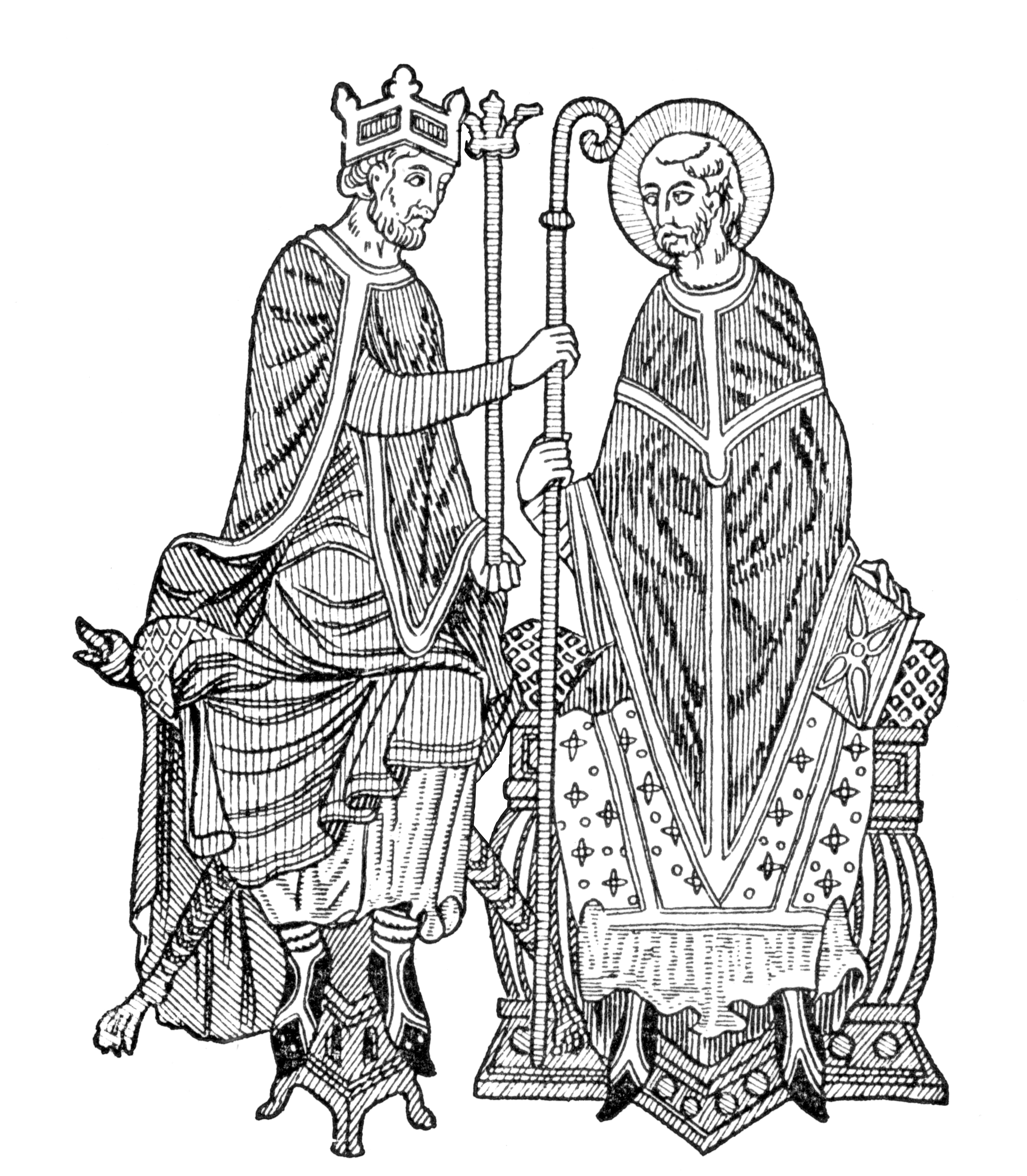
Средневековый король передаёт епископу символ светской власти

Борьба́ за инвеститу́ру — конфронтация между папским престолом и правителями Священной Римской империи в последней четверти XI века — первой четверти XII века; является наиболее значительным конфликтом между Католической церковью и светской властью в средневековой Европе. С формальной юридической точки зрения заключался в борьбе за право назначать епископов и аббатов; в широком политическом контексте являлся борьбой за суверенитет над империей. Длившееся около пятидесяти лет противостояние существенно ослабило верховную власть императоров Салической династии в Священной Римской империи и значительно усилило власть великих князей и аббатов. Конфликт нанёс непоправимый удар по перспективе превращения Священной Римской империи в полноценное целостное государство, от которого она не смогла оправиться вплоть до объединения Германии в XIX столетии.

## Предыстория
В середине X века папа находился в таком же стеснённом положении, как и во времена контроля франков: Оттон I на время избавил папу от влияния аристократии, но одновременно вынудил его подчиниться своей власти — произошло практически то же самое, что и при Карле Великом. В 963 году папа Иоанн XII, несмотря на то, что был приверженцем германского императора и даже сам короновал его в Риме, вынужден был искать союза со своими бывшими врагами против императора. Восстановление авторитета папы было в интересах императора — его авторитет должен был помогать держать в повиновении разбогатевшее высшее немецкое духовенство, и императоры Салической династии сломили власть римской аристократии. При Генрихе III (1039—1056) власть германских императоров достигла своего пика.
Дуализм светской и религиозной власти, характерный для средневековой Европы, сделал неизбежным острое соперничество между папами и светскими правителями (прежде всего императорами Священной Римской империи) в вопросах о приоритете власти. До конца XI века право церковной инвеституры фактически принадлежало светской власти, что находилось в противоречии с теоретической идеей о полноте власти пап. Эта ситуация стала возможной из-за огромной диспропорции в балансе сил. Начиная с VIII века Папство находилось в зависимости от светских правителей, сначала франкских королей, а затем императоров Германии. В период С 955 по 1057 из 25 пап 5 были свергнуты императорами и 12 возведены на престол. Священниками нередко становились случайные люди, не имевшие духовного звания. Процветала симония (продажа церковных должностей). Епископы являлись одновременно крупными землевладельцами. Они получали землю от императора и взамен соглашались на вассальные обязательства по отношению к нему. Императоры, в свою очередь, нуждались в поддержке епископов. Такое положение не могло устраивать папский престол. С X века началась борьба против обмирщения церкви. В 1059 была учреждена коллегия кардиналов, в исключительное ведение которой перешла процедура избрания понтифика. Следующим шагом стала попытка наведения порядка в назначении прелатов.

## Борьба за инвеституру
Открытое противостояние возникло между честолюбивым и энергичным папой Григорием VII (1073—1085) и императором Генрихом IV (1056—1106). Поводом к конфликту стали спорные выборы архиепископа Миланского. В 1075 папа запретил императору вручать инвеституру прелатам и отстранил нескольких германских епископов. В ответ император собрал в Вормсе высшее немецкое духовенство и объявил о низложении Папы. Тогда Папа отлучил Генриха от церкви и освободил его вассалов от обязательств верности. Немецкие князья немедленно воспользовались этим, объявив, что отказываются подчиняться императору. У проигравшего Генриха не осталось другого выхода, как признать своё поражение. В январе 1077 он с горсткой приближённых совершил тяжёлый переход через Альпы и встретился с папой в северо-итальянском замке Каносса. Сняв с себя королевские одежды, босой и голодный он три дня ждал соизволения на встречу, умоляя понтифика на коленях. (Отсюда выражение «хождение в Каноссу» стало символом тяжелейшего унижения, капитуляции). Папа даровал прощение и временно вышел из противоборства. В это время немецкие князья избрали герцога Швабского Рудольфа новым правителем Германии. В последующие годы Генрих подавлял внутреннюю оппозицию. Папа до последнего момента сохранял видимый нейтралитет, лишь когда чаша весов стала явно склоняться в пользу Генриха, он признал Рудольфа и вновь подверг Генриха анафеме (1080). Вскоре Рудольф был убит, и у Генриха освободились руки для похода в Италию. Он выдвинул своего папу (антипапу) Климента III (1084—1100), который короновал его в захваченном Риме (1084). Григорий VII призвал на помощь южно-итальянских норманнов, подвергших Рим тяжёлому грабежу, что вызвало возмущение населения. Папа вынужден был бежать на юг Италии. Он закончил свою жизнь в изгнании (1085).
Борьба вспыхнула с новой силой после смерти императора (1106). Столкновения, переплетавшиеся с междоусобицами внутри самой Империи, продолжались с переменным успехом ещё несколько десятилетий. Радикальные планы пап о полном контроле не получили поддержки в среде самих епископов, которые не желали расставаться со своими светскими выгодами.

## Лондонский конкордат
Аналогичный конфликт имел место и в Англии. Архиепископ Ансельм, изгнанный в период правления Вильгельма II, вернулся в Англию в 1100 году уже по приглашению Генриха I, однако отказался принять светскую инвеституру на церковные земли от короля и заявил о недопустимости вмешательства светской власти в дела церкви. Таким образом, борьба за инвеституру разгорелась и по другую сторону Ла-Манша. Кульминация наступила в 1105 году, когда епископы, принявшие инвеституру от короля, были преданы анафеме, и такая же участь грозила и самому королю Генриху. Тогда же начались переговоры сторон, увенчавшиеся достижением компромисса в 1107 году, получившего название Лондонский конкордат. По его условиям, епископы избирались голосованием деятелей церкви, однако, обязаны были приносить королю присягу, плащ и епископский перстень им передавал представитель папы, а землями наделял представитель короля. Лондонский конкордат послужил прообразом Вормсского конкордата, принятого 15 лет спустя.

## Вормсский конкордат и его значение
В 1122 году император Генрих V (1081—1125) и папа Каликст II (1119—1122) заключили компромиссный Вормсский конкордат (1122—1123). По его условиям избранные прелаты получали духовную инвеституру — возведение в сан (кольцо и посох) — от папы, а светскую — право на землевладение (скипетр) — от императора. В Германии обеспечивалось участие императора в избрании прелатов, которым сразу же давалась светская инвеститура, в Италии и Бургундии император был лишён участия в избрании и вручал инвеституру лишь по прошествии 6 месяцев. В целом Вормсский конкордат был более выгоден папе, чем императору. Его конкретными последствиями стали крушение старой епископальной системы и усиление церковных и светских князей Германии. Но соглашение не ликвидировало фундаментальных противоречий между светской и религиозной властью. Острые споры продолжались в последующие столетия. С теоретической точки зрения, ни та ни другая сторона не обладала абсолютно бесспорными аргументами. Папы могли апеллировать к своей особой связи с Христом, светские властители — к тому факту, что императоры существовали до появления пап.
Борьба в Германии приобрела столь крайнюю остроту, поскольку на кону стояли не только богословские вопросы, но и сама политическая самостоятельность папства. В других европейских странах, где епископские владения к тому же не были такими огромными, споры об инвеституре проходили в более мягкой форме. Конфликт королевской власти с папством закончился во Франции в 1104 и в Англии 1107 на условиях, сходных с компромиссом в Вормсе.